# Saghynbek Mutaschew
Saghynbek Qaidaruly Mutaschew (kasachisch Сағынбек Қайдарұлы Мұташев, russisch Сагынбек Хайдарович Муташев Sagynbek Chaidarowitsch Mutaschew; * 25. August 1966 in Dschanybek, Kasachische SSR) ist ein ehemaliger kasachischer Politiker.

## Leben
Saghynbek Mutaschew wurde 1966 im Dorf Dschanybek geboren. Er studierte am Kasachischen Polytechnischen Institut in Alma-Ata, wo er 1990 einen Abschluss als Maschinenbauingenieur machte.
Seine berufliche Laufbahn begann Mutaschew im Juli 1990 bei Uralskneftegasgeologija, einer Stiftung, die im Gebiet Westkasachstan geologische Untersuchungen durchführt und nach Öl und Gas sucht. Bereits im Januar 1992 arbeitete er beim Unternehmen Kasachgas, für das er fünf Jahre lang in verschiedenen Positionen tätig war. Ab Dezember 1997 leitete er als Generaldirektor das Unternehmen Uralsktransgas und im Dezember 1998 wurde er Generaldirektor eines kasachischen Staatsunternehmens. Im April 1999 wurde er Präsident von Aksaigasserwis, einem Tochterunternehmen der staatlichen Erdölgesellschaft Kazakhoil, in Aqsai. Zwischen Oktober 1999 und September 2000 war Mutaschew Berater des Präsidenten von Kasachgas. Anschließend wurde er Präsident des Unternehmens Uralskoblgas, was er auch bis Juni 2004 blieb. Im Juni 2004 bekleidete er zum ersten Mal in seiner Laufbahn ein politisches Amt, indem er Äkim des Bezirks Börli wurde. Am 7. Juli 2005 wurde er zum Bürgermeister der Stadt Oral ernannt. Diesen Posten bekleidete er bis April 2008, danach war er Berater bei der Stadtverwaltung. Ab März 2009 arbeitete er im kasachischen Ministerium für Umweltschutz, wo er Vorsitzender des Ausschusses für Umweltvorschriften und -kontrolle war. Hier war er bis Februar 2012 tätig.
Am 28. Februar 2012 wurde Mutaschew festgenommen. Ihm wurde Bestechlichkeit in seiner Funktion als Vorsitzender des Ausschusses für Umweltvorschriften vorgeworfen. Er soll, der Polizei zufolge, Bestechungsgeld von einem Bergbauunternehmen in Höhe von 100.000 US-Dollar angenommen haben, damit er Genehmigungen für die Entsorgung von Industriemüll in einen Fluss in Ostkasachstan ausstellt. Da er bei einer Anhörung am 25. August des Jahres nicht vor Gericht erschienen war, wurde er auf die Fahndungsliste der kasachischen Finanzpolizei gesetzt. Er wird seitdem auch von Interpol gesucht.